# Коле Мајнело (Рим)
Коле Мајнело је насеље у Италији у округу Рим, региону Лацио.
Према процени из 2011. у насељу је живело 1228 становника. Насеље се налази на надморској висини од 158 м.